# Luiz Carlos Bezerra
Luiz Carlos Bezerra (Fortaleza, 4 de junho de 1951), mais conhecido como Cacá, é um ex-jogador brasileiro de futebol de salão, que atuava na posição de ala direito.

Ele fez parte da Seleção Brasileira de Futebol de Salão que conquistou o primeiro título mundial em 1982.